# Robert II (roi d'Écosse)
Pour les articles homonymes, voir Robert II, Robert Stuart et Stuart.
Robert II Stuart, né le 2 mars 1316 à Paisley et mort le 19 avril 1390 au château de Dundonald, est roi d'Écosse de 1371 à sa mort. Il est le neveu et successeur de David II d'Écosse.

## Famille
Fils de Walter Stuart ou Gautier le Stewart  et de Marjorie Bruce, princesse royale d'Écosse (morte entre le 25 mars 1317 et le 24 mars 1318), il est le petit-fils par sa mère du roi d'Écosse Robert Bruce, mort en 1329

## Héritier et régent
Le 3 décembre 1318, après la mort au combat en Irlande de son frère Édouard Bruce, son successeur désigné depuis 1315, le roi Robert Ier qui est toujours sans héritier mâle fait reconnaître par les prélats, les comtes et les barons, les droits à la succession de son petit-fils Robert Stuart, le fils de sa défunte fille Marjorie « de bonne mémoire » et de Walter Stuart.
Le 5 mars 1324, la seconde épouse du roi Robert Ier, Élisabeth de Bourg, donne naissance à des jumeaux David et John. Le 15 juillet 1326, sans doute à la suite de la mort de John, un parlement réuni à Cambuskenneth confirme à Robert Stuart son statut d'héritier de son oncle le jeune David Bruce qui est son cadet de huit ans.
Le 9 avril 1326, à la suite de la mort de son père Walter, Robert Stuart devient le 7e grand sénéchal héréditaire d'Écosse. Il est corégent du royaume d'Écosse de juillet 1333 à 1334, puis seul régent jusqu'en 1341, pendant la minorité de son oncle David II, puis à nouveau pendant sa captivité en Angleterre d'octobre 1346 à 1357. Il participe activement à la libération puis à l'administration du royaume dont il est l'héritier.
En 1357, Robert Stuart reçoit le titre de comte de Strathearn mais ses relations avec le roi David, de retour en Écosse, sont parfois conflictuelles. Au début de 1363, il se révolte avec William Douglas et Patrick, comte de Dunbar, mais il se soumet dès le 14 mai. En 1366-1367, le roi favorise le mariage de Jean, le fils aîné de Robert Stuart, avec Annabella Drummond, la nièce de la reine Marguerite Drummond et lui confère le titre de comte de Carrick qu'il avait lui-même reçu de son père comme héritier du trône en 1328. En 1368, Robert est brièvement emprisonné à Lochleven.

## Roi d'Écosse

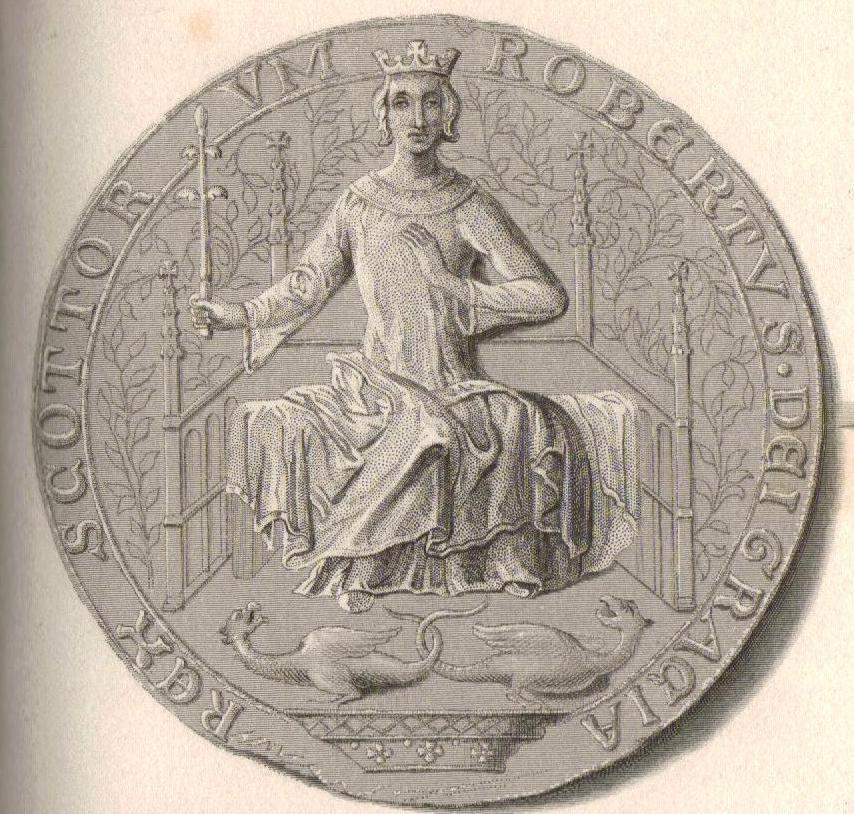
représenté sur son grand sceau

### Début du règne
Après la mort de David II le 22 février 1371, Robert devient roi à l'âge de 55 ans conformément à l'acte de succession de 1318. Il est couronné à Scone le 26 mars par William  de Laudels. Immédiatement après son intronisation, son fils aîné Jean, comte de Carrick, est reconnu comme son héritier. Afin de dissiper tous doutes sur sa légitimité face aux descendants de sa seconde et religieusement incontestable union, il promulgue un acte confirmant l'ordre de succession en date du 4 avril 1373. Si l'héritier du trône Jean disparaît sans enfant, la succession passe à son frère Robert, comte de Fife, puis à ses quatre autres frères cadets issus des deux mariages du roi par ordre de naissance.
Le nouveau roi déjà âgé n'est plus le gardien de l'Écosse entreprenant qu'il avait été. Il délègue une partie de son pouvoir à ses trois fils aînés déjà adultes, Jean comte de Carrick, l'héritier du trône, Robert, comte de Fife et Alexandre, seigneur de Badenoch, qui est son lieutenant dans le Nord.

### Relations avec l'Angleterre
Son règne assez pacifique n'est marqué en 1385 que par l'expédition de l'amiral français Jean de Vienne qui arrive au large de l'Écosse avec 180 navires afin d'envahir le Nord de l'Angleterre, mais l'expédition tourne au désastre du fait de la mauvaise entente avec les Écossais. Après avoir pillé une partie du Westmorland, les Français rentrent chez eux. La même année, les Anglais répliquent par un raid destructeur des armées de Richard II, conduites par son oncle Jean de Gand qui incendient Édimbourg.
En août 1388, une armée commandée par James Douglas, gendre du roi, et les comtes de Moray et de Dunbar, passe la Tyne et pénètre dans le Northumberland où elle pille et brûle le pays jusqu'à Durham avant de se replier vers Newcastle upon Tyne. Les Écossais se heurtent alors le 5 août aux forces de Henry Percy, comte de Northumberland, lors de la bataille d'Otterburn. L'évêque de Durham et son contingent sont mis en fuite mais James Douglas est tué pendant que Henry Percy Hotspur et son frère Ralph, les fils de son adversaire, sont capturés par les Écossais qui réclament une rançon pour les libérer.

### Fin du règne
Lorsqu'en 1384 le vieux roi devient sénile, il laisse l'administration du royaume à son fils aîné Jean. Ce dernier, victime d'une chute de cheval, devient infirme en 1388, ce qui oblige le second fils du roi Robert à assumer la régence.
Lorsque le roi Robert II meurt âgé de 74 ans au château de Dundonald (Ayrshire) le 19 avril 1390, il est le plus vieux monarque d'Écosse régnant depuis le roi Malcolm III. Robert II est inhumé à l'abbaye de Scone.

## Unions et descendance
En 1336, il épouse en premières noces Élisabeth Muir de Rowallan (morte en 1353), fille de Sir Adam Muir de Rowallan. Le mariage est déclaré non canonique mais, grâce à une dispense papale de 1347, ils peuvent se remarier dans les formes légales en 1349.
De cette union, naissent dix enfants qui atteignent l'âge adulte :
- John (mort en 1406), qui est roi d'Écosse sous le nom de Robert III, époux d'Annabella Drummond.
- Walter (mort en 1362), époux d'Isabelle Mac Duff, comtesse de Fife.
- Robert, comte de Fife (mort en 1420), époux en 1361 de la comtesse Marguerite Graham de Menteith, et en secondes noces en 1381 de Murielle de Beith (morte en 1449).
- Alexandre Stuart (mort en 1405), surnommé le « Loup de Badenoch », époux en 1382 d'Euphémie Ire, comtesse de Ross div 1392,
- Marguerite, épouse de Jean Ier MacDonald, seigneur des Îles.
- Marjorie, épouse de John Dunbar, comte de Moray, puis d'Alexandre Keith de Grandown.
- Élisabeth, épouse Thomas Hay, connétable d'Écosse.
- Isabelle (morte en 1410), épouse de James, comte de Douglas (mort en 1388), puis en 1389 de David Edmenstone.
- Jeanne, épouse de John Keith (mort en 1375), puis de Sir John Lyon de Glamis (mort en 1383) et enfin de Sir James Sandisland de Calder.
- Catherine, épouse de Sir Robert Logan de Grugar et Restalrig, grand amiral d'Écosse. ·

En 1355, Robert épouse en secondes noces Euphémie de Ross (morte en 1387), fille d'Hugues, comte de Ross, qui lui donne:
- David Stuart, comte de Strathearn, né vers 1356 et mort en 1389.
- Walter Stuart, comte de Caithness, né vers 1360, décapité à Édimbourg en 1437 pour avoir trempé dans l'assassinat du roi Jacques Ier.
- Elisabeth Stuart, comtesse de Crawford (en), mariée en 1380 à David Lindsay, 1er comte de Crawford (en)
- Egidia Stuart (en), mariée en 1387 à Sir William Douglas Nithsdale (en)

Le roi Robert II a par ailleurs de nombreux enfants illégitimes avec plusieurs maîtresses dont quatre fils avec sa favorite Mariota de Cardeny, fille de Sir Cardeny et Foss et veuve d'Alexandre Mac Naugthon :
- Alexandre Stewart d'Innerlunan ·
- Sir John Stewart de Cardeny ·
- James Stewart d'Abernethy & Kinfaun ·
- Walter Stewart

D'autres fils sont nés de liaisons avec des femmes inconnues :
- John Stewart, shériff de Bute
- Thomas Stewart, archidiacre de St Andrews
- Alexandre Stewart, chanoine de Glasgow